# Mariensäule (Unterrammingen)

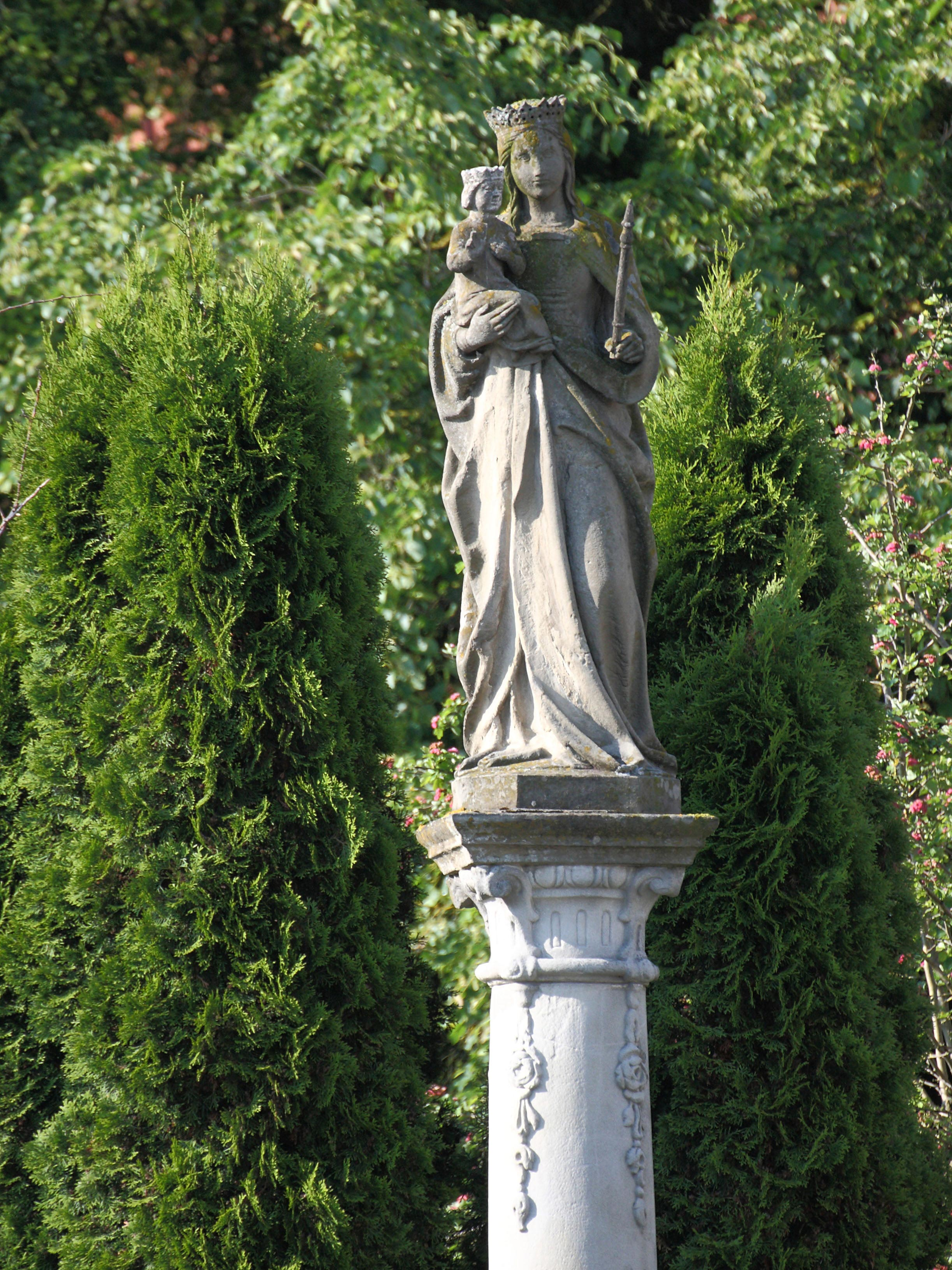
Detailansicht der Sandsteinskulptur

Die Mariensäule in Unterrammingen, einem Ortsteil des Ortes Rammingen im mittelschwäbischen Landkreis Unterallgäu in Bayern wurde 1865 errichtet und steht unter Denkmalschutz.

## Geschichte und Beschreibung
Erbaut wurde die Säule durch den Mindelheimer Steinmetz Johann Reiling. Sie befindet sich in der Mitte des Dorfes an einer Straßengabelung. Die Mariensäule besteht aus Sandstein und ist teilweise vergoldet. Der Sockel trägt die Inschrift Errichtet im Jahre / 1865 / Erneuert 1905, 1952. Oberhalb der Säule befindet sich ein barockisierendes Kapitell, von welchem Blumenketten herabhängen. Die Figur auf der Säule ist neugotisch mit barocken Anklängen.